# Rosalie Duthé

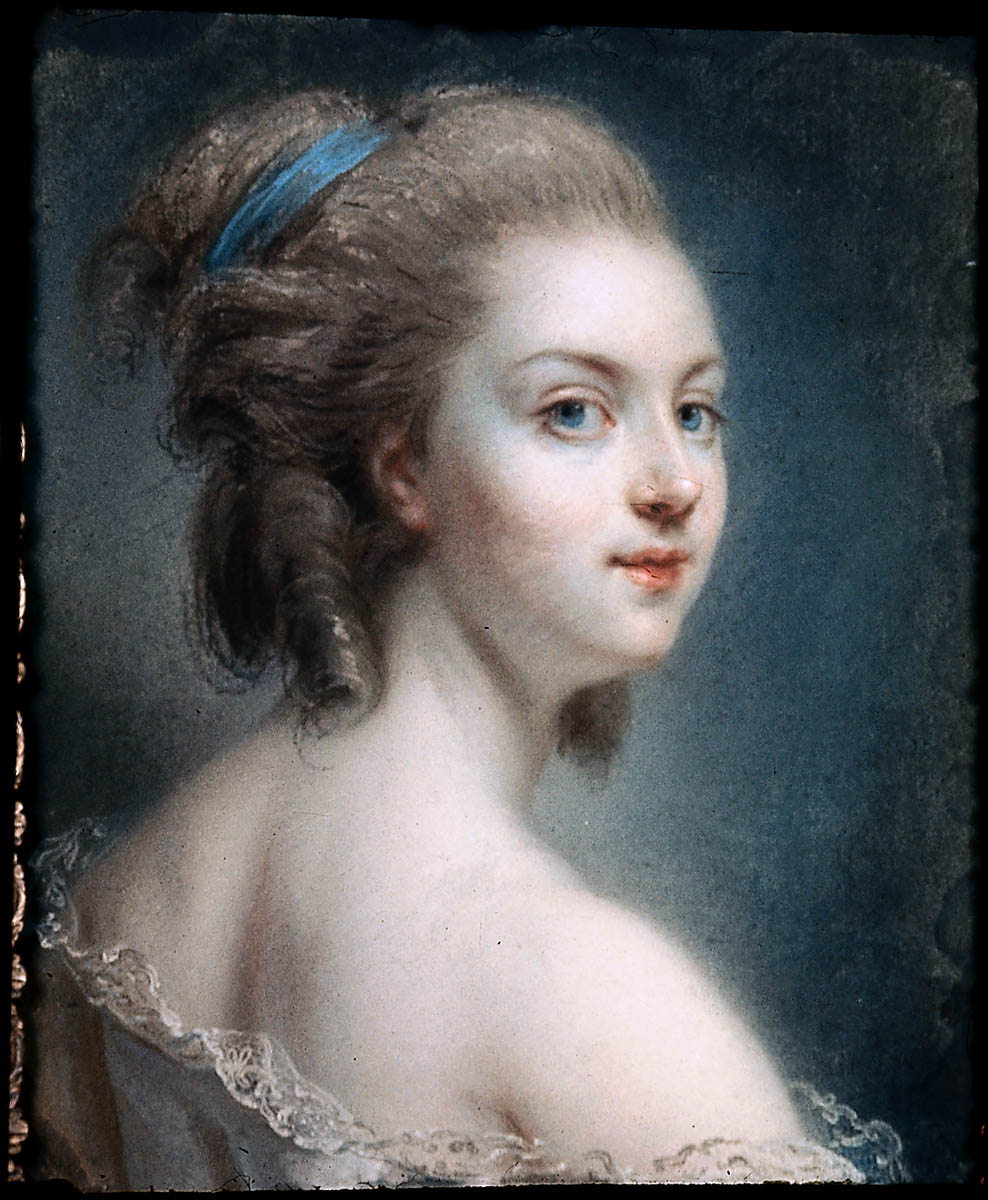
Suposto retrato da famosa cortesã francesa Rosalie Duthé, pintado por Claude-Jean-Baptiste Hoin (1750–1817).

Catherine-Rosalie Gerard Duthé (1748 - 1830) foi uma célebre cortesã francesa. Uma companhia de reis franceses e da nobreza europeia, ela foi chamada de "a primeira loira burra" da era moderna. Duthé era muitas vezes solicitada para retratos, incluindo nus parciais e totais, muitos dos quais ainda existem em museus e coleções particulares.

## Galeria

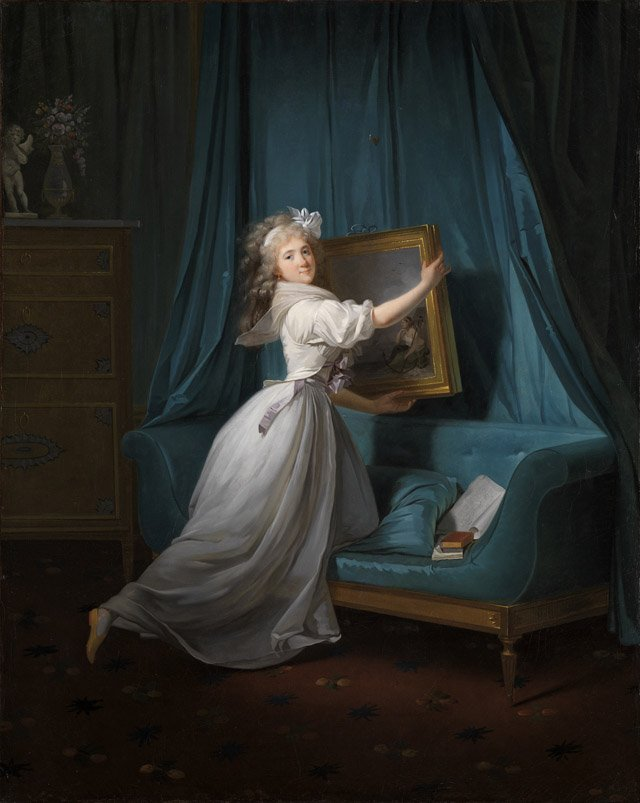
Mademoiselle Rosalie Duthé (1792)
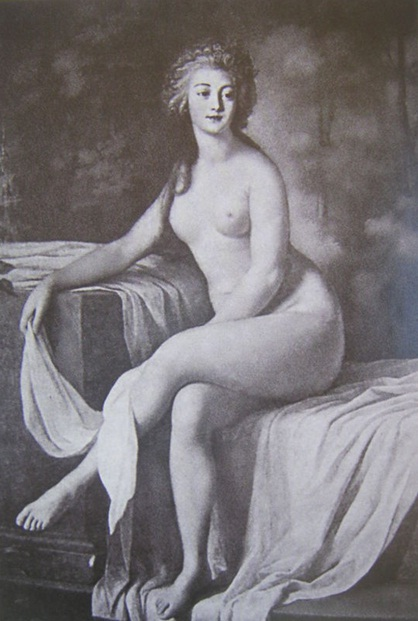
Rosalie Duthé por Lié Louis Périn-Salbreux